# Reutenen (Wasserburg)
Reutenen (mundartlich: Roitənə) ist ein Ortsteil der bayerisch-schwäbischen Gemeinde Wasserburg im Landkreis Lindau (Bodensee) in Deutschland.

## Geographie

### Lage
Das Dorf liegt südöstlich des Hauptorts Wasserburg direkt am Bodenseeufer. Im Osten grenzt Reutenen an den Lindauer Stadtteil Degelstein.

## Geschichte
Reutenen wurde erstmals urkundlich im Jahr 1326 als „Neugereute“ erwähnt. Der Ortsname stammt vermutlich vom mittelhochdeutschen Wort riutinen für Rodungen ab. Im Jahr 1643 wurde die St.-Jakobus-Kapelle, auch Gfrörnen-Kapelle genannt, erbaut.

## Baudenkmäler
Siehe auch: Liste der Baudenkmäler in Reutenen

## Persönlichkeiten
- Gabriel Loser (1701–1785), Laienbruder im Kloster St. Gallen